# Africanismo (lingüística)
En el idioma español, un africanismo es una palabra procedente de alguna lengua africana subsahariana. Las lenguas del África negra tienen una especial influencia en el español del Caribe y otras áreas con presencia de personas traídas a América durante el periodo colonial. El Dr. Josaphat Kubayanda (1944-1991), estudioso de la influencia afro en el español y el portugués, atribuye algunas peculiaridades fonéticas del español caribeño a la influencia africana, como por ejemplo la transposición de las consonantes líquidas [r] y [l], o la elisión de [s] a final de palabra.
Varios autores señalan al racismo y la aporofobia que históricamente se ha dado con los negros en América como principal motivo a la escasez de investigaciones sobre la influencia de las lenguas africanas (y de la cultura africana, en general) en el mundo hispanohablante.

## Vocabulario
La mayoría de africanismos son nombres de las que fueron comidas de los esclavos: mofongo, mangú, fufú, calalú, quingombó, etc. La música latinoamericana también tiene muchos términos africanos: bachata, bongó, cumbia, cumbancha, chuchumbé, guaguancó, saoco, maraca, marimba, saoco, etc. Otras palabras de origen africano son: mucamo/a, burundanga, macumba, quilombo, candongas, chévere (etim. disc.), sirimba y safari. Del fante proviene el nombre harmatán, referido a un viento árido en África.
También se han incorporado vocabulario africano al español desde las excolonias africanas de España en África, básicamente la Guinea Ecuatorial. Algunas palabras ecuatoguineanas son abaá, atanga, cumbé o malamba. En 2013, la RAE aceptó treinta palabras típicas del español ecuatoguineano en el Diccionario de la Real Academia Española.
Ciertas palabras de origen africano se han introducido al español vía una tercera lengua intermedia. Es el caso de macaco, de origen bantú, pasó al portugués y finalmente al español. O bien zombi(e), de alguna lengua bantú o chikunguña, del makonde, pasaron al inglés, y de ésta al español. O bien chimpancé, del bantú vía francés.